# تپه بیدسا
تپه بیدسا مربوط به عصر مس - عصر مفرغ - دوره اشکانیان است و در شهرستان دورود، بخش مرکزی، دهستان ژان، ۷۰۰ متری جنوب روستای میدانک واقع شده و این اثر در تاریخ ۲۸ شهریور ۱۳۸۶ با شمارهٔ ثبت ۱۹۵۳۸ به‌عنوان یکی از آثار ملی ایران به ثبت رسیده است.